# Hieu Ngoc Ma
Hieu Ngoc Ma alias Tony Ma (geboortedatum onbekend) is een in Vietnam geboren Amerikaans professioneel pokerspeler. Hij won onder meer het $5.000 Limit Hold'em-toernooi van de World Series of Poker 1996 (goed voor een hoofdprijs van $ 236.000,-) en het $2.000 Limit Hold'em-toernooi van de World Series of Poker 2000 ($ 367.040,-).
Ma verdiende tot en met juni 2014 meer dan $ 4.400.000,- in pokertoernooien (cashgames niet meegerekend).

## Wapenfeiten
Ma verhuisde in 1985 naar de Verenigde Staten, waar hij zich met ingang van 1993 begon te roeren in het professionele pokercircuit. De World Series of Poker (WSOP) 1995 waren de eerste waarop hij zich naar prijzengeld speelde. Hij werd toen veertiende in het $1.500 Limit Hold'em-toernooi, wat hem $ 8.400,- opleverde. Het bleek Ma's eerste halte in een reeks die op de World Series of Poker 2009 tot zijn 25e WSOP-prijs leidde.
Ma's hoogtepunten op de World Series of Poker waren zijn titels, maar verschillende andere keren kwam hij er dichtbij het aantal hiervan te verhogen. Zo werd hij onder meer tweede (achter Bob Slezak) in het $2.500 Omaha Hi-Lo Split Eight or Better-toernooi van de World Series of Poker 2001, derde in zowel het $3.000 Pot Limit Hold'em-toernooi van de World Series of Poker 2000 als in het $1.500 Pot Limit Hold'em-toernooi van de World Series of Poker 2005 en vierde in het $2.500 No Limit Hold'em-toernooi van de World Series of Poker 1999.
Ma speelde zich voor het eerst in het prijzengeld op de World Poker Tour (WPT) toen hij in februari 2005 als 44e eindigde in het $9.603 Main Event - No Limit Hold'em Championship van de L.A. Poker Classic 2005 (premie: $ 15.499,-). Twee jaar daarvoor werd hij wel al eens vijfde in het WPT Pro-Celebrity Invitational, waarvoor hij samen met (winnaar) Layne Flack, Jerry Buss, David Chiu, Men Nguyen en Andy Glazer was uitgenodigd. Ma speelde zich in 2005 uiteindelijk op vijf WPT-toernooien naar prijzengeld en in 2006 op nog drie evenementen.

## Titels
Ma won meer dan vijftien prestigieuze pokertoernooien die niet tot de WSOP of WPT behoren. Hiertoe behoren onder meer:
- het $500 No Limit Hold'em-toernooi van Carnivale of Poker II 1999 in Las Vegas (goed voor $ 81.395,-)
- het $300 No Limit Hold'em-toernooi van het California State Poker Championship 2000 ($ 35.632,-)
- het $500 Pot Limit Hold'em-toernooi van The Second Annual Jack Binion World Poker Open in Tunica ($ 75.854,-)
- het $300 7 Card Stud-toernooi van de World Poker Finals 2001 in Mashantucket ($ 35.412,-)
- het $300 Limit Hold'em-toernooi van de L.A. Poker Classic 2003 ($ 121.655,-)
- het $5.000 No Limit Hold'em-toernooi van de Third Annual Five-Star World Poker Classic 2005 in Las Vegas ($ 435.980,-)
- het $5.000 Championship Event - No Limit Hold'em van het California State Poker Championship 2005 ($ 384.025,-)

## WSOP-titel
| Jaar                       | Toernooi             | Prijs       |
| -------------------------- | -------------------- | ----------- |
| World Series of Poker 1996 | $5.000 Limit Hold'em | $ 236.000,- |
| World Series of Poker 2000 | $2.000 Limit Hold'em | $ 367.040,- |